# Canadá en el Clásico Mundial de Béisbol 2006

## Róster de Canadá en el Clásico Mundial de Béisbol 2006

Lanzadores
- Erik Bedard - Baltimore Orioles
- Chris Begg - sucursales de San Francisco Giants
- Rheal Cormier - Philadelphia Phillies
- Jesse Crain - Minnesota Twins
- Eric Cyr - Leones de Uni-President Taiwán (último equipo en Grande Ligas San Diego Padres en 2002)
- Jeff Francis - Colorado Rockies
- Steve Green - agente libre de Ligas Menores
- Adam Loewen - sucursales de Baltimore Orioles
- Scott Mathieson - sucursales de Philadelphia Phillies
- Mike Meyers - agente libre de Ligas Menores
- Aaron Myette - Philadelphia Phillies
- Vince Perkins - sucursales de Toronto Blue Jays
- Paul Quantrill - Retirado después del Clásico
- Chris Reitsma - Atlanta Braves

Receptores
- Pete LaForest - San Diego Padres
- Chris Robinson - sucursales de Detroit Tigers
- Maxim St. Pierre - sucursales de Detroit Tigers

Jugadores de cuadro
- Stubby Clapp - sucursales de Toronto Blue Jays (último equipo en Grandes Ligas St. Louis Cardinals en 2001)
- Corey Koskie - Milwaukee Brewers
- Justin Morneau - Minnesota Twins
- Kevin Nicholson-sucursales de Pittsburgh Pirates
- Pete Orr - Atlanta Braves
- Matt Rogelstad - sucursales de Seattle Mariners
- Matt Stairs - Kansas City Royals
- Scott Thorman - sucursales de Atlanta Braves

Jardineros
- Jason Bay - Pittsburgh Pirates
- Sebastien Boucher - sucursales de Seattle Mariners
- Aaron Guiel - Kansas City Royals
- Ryan Radmanovich - último equipo en Grandes Ligas fue Seattle Mariners en 1998
- Adam Stern - Boston Red Sox

Manager
- Ernie Whitt

Coaches
- Denis Boucher Entrenador de lanzadores
- Tim Leiper
- Rob Ducey
- Larry Walker